# Lesli Linka Glatter
Lesli Linka Glatter (nacida el 26 de julio de 1953) es una directora de cine y televisión estadounidense. Es conocida por su trabajo en la serie de televisión de género dramático Homeland.

## Vida y carrera
Glatter nació en Dallas siendo hija de padres judíos. Y comenzó su carrera como bailarina y coreógrafa. Entre sus primeros trabajos en la coreógrafía se incluyen To Live and Die in L.A., de William Friedkin, y el vídeo musical de Sheila E. "The Glamorous Life".
Su primera película, Tales of Meeting and Parting (1984), producida por Sharon Oreck, fue nominada al Oscar en la categoría de cortometraje de acción en vivo. Hizo la película como parte del Taller de dirección para mujeres del Instituto de Cine estadounidense, del cual es alumna.
En 1995, Glatter dirigió su primer largometraje, Now and Then, una historia de madurez sobre cuatro niñas de 12 años durante un agitado verano de 1970.
Ha realizado varios telefilmes para cadenas de televisión por cable, pero la mayor parte de su trabajo es en series de televisión. Glatter ha recibido cinco nominaciones al premio Primetime Emmy a la mejor dirección en una serie dramática, por el episodio de Mad Men "Guy Walks Into an Advertising Agency" (2009), y los episodios de Homeland "Q&A" (2012), "From A to B and Back Again" (2014), "The Tradition of Hospitality" (2015) y "America First" (2016).
En 2018 se anunció que Glatter presidiría el consejo asesor de "Female Forward" de la NBC. Una iniciativa anual para dar a diez mujeres directoras la oportunidad de seguir a un director en una de las series de televisión con guiones de la NBC durante un máximo de tres episodios. La experiencia concluye con un compromiso durante la temporada para que cada finalista dirija al menos un episodio de la serie a la que sigue.
Glatter está casada con Clayton Campbell, quién trabaja como artista visual y consultor. La pareja tiene un hijo y actualmente reside en Los Ángeles.
El 5 de febrero de 2019, se anunció que Glatter será acreditada como productora ejecutiva junto a Bruna Papandrea y Charlotte Stoudt en la próxima serie de suspenso de Netflix, Pieces of Her. Más recientemente, ella y Cheryl Bloch lanzaron Backyard Pictures con un acuerdo de primera vista en Universal Television.
En 2021, Glatter fue elegida presidenta del Sindicato de Directores de Estados Unidos.

## Filmografía parcial
- Tales of Meeting and Parting (juntó con Sharon Oreck) (1984) (cortometraje) (nominada al Premio Óscar)
- Amazing Stories (1986) (TV)
- Brewster Place (1990) (TV)
- Twin Peaks (1990–1991) (TV)
- On the Air (1992) (TV)
- Black Tie Affair (1992) (TV)
- Birdland (1994) (TV)
- NYPD Blue (1994) (TV)
- Now and Then (1995)
- Murder One (1996) (TV)
- Brooklyn South (1998) (TV)
- Buddy Faro (1998) (TV)
- The Proposition (1998)
- Law & Order: Special Victims Unit (1999–2001) (TV)
- Citizen Baines (2000) (TV)
- Freaks and Geeks (2000) (TV)
- Gilmore Girls (2000–2001) (TV)
- Third Watch (2001) (TV)
- Presidio Med (2002) (TV)
- "Keeping Last" (2004) (music video)
- The O.C. (2005) (TV)
- Numb3rs (2005) (TV)
- Jonny Zero (2005) (TV)
- Revelations (2005) (TV)
- Grey's Anatomy (2005) (TV)
- The West Wing (2002–2006) (TV)
- Heroes (2007) (TV)
- Swingtown (2008) (TV)
- The Starter Wife (2008) (TV)
- ER (1995–2008) (TV)
- The Unit (2009) (TV)
- Weeds (2009) (TV)
- The Mentalist (2009) (TV)
- House M.D. (2007–2009) (TV)
- Mad Men (2007–2010) (TV)
- The Good Wife (2010) (TV)
- Lie to Me (2010) (TV)
- Pretty Little Liars (2010–2012) (TV)
- The Chicago Code (2011) (TV)
- True Blood (2011) (TV)
- The Newsroom (2012) (TV)
- Homeland (2012–2020) (TV)
- Six (2017) (TV)
- Law & Order: True Crime (2017) (TV)
- The Morning Show (2021) (TV)
- Pieces of Her (TBA) (TV)

## Premios y distinciones
| Año  | Premio                  | Categoría                             | Película                                         | Resultado |
| ---- | ----------------------- | ------------------------------------- | ------------------------------------------------ | --------- |
| 1985 | Óscar                   | Mejor cortometraje                    | Tales of Meeting and Parting                     | Nominada  |
| 2010 | Primetime Emmy Awards   | Mejor dirección - Serie dramática     | Mad Men - "Guy Walks into an Advertising Agency" | Nominada  |
| 2013 | Primetime Emmy Awards   | Mejor dirección - Serie dramática     | Homeland - "Q&A"                                 | Nominada  |
| 2015 | Primetime Emmy Awards   | Mejor dirección - Serie dramática     | Homeland - "From A to B and Back Again"          | Nominada  |
| 2015 | Primetime Emmy Awards   | Mejor serie dramática                 | Homeland                                         | Nominada  |
| 2016 | Primetime Emmy Awards   | Mejor serie dramática                 | Homeland                                         | Nominada  |
| 2016 | Primetime Emmy Awards   | Mejor dirección - Serie dramática     | Homeland - "The Tradition of Hospitality"        | Nominada  |
| 2017 | Primetime Emmy Awards   | Mejor dirección - Serie dramática     | Homeland - "America First"                       | Nominada  |
| 2020 | Primetime Emmy Awards   | Mejor dirección - Serie dramática     | Homeland - "Prisoners of War"                    | Nominada  |
| 1991 | Sindicato de Directores | Mejor dirección de televisión - Drama | Twin Peaks - "Episode 320006"                    | Nominada  |
| 2010 | Sindicato de Directores | Mejor dirección de televisión - Drama | Mad Men - "Guy Walks into an Advertising Agency  | Ganadora  |
| 2013 | Sindicato de Directores | Mejor dirección de televisión - Drama | Homeland - "Q&A"                                 | Nominada  |
| 2014 | Sindicato de Directores | Mejor dirección de televisión - Drama | Homeland - "The Star"                            | Nominada  |
| 2015 | Sindicato de Directores | Mejor dirección de televisión - Drama | Homeland - "From A to B and Back Again"          | Ganadora  |
| 2016 | Sindicato de Directores | Mejor dirección de televisión - Drama | Homeland - "The Tradition of Hospitality"        | Nominada  |
| 2019 | Sindicato de Directores | Mejor dirección de televisión - Drama | Homeland - "Paean to the People"                 | Nominada  |
| 2021 | Sindicato de Directores | Mejor dirección de televisión - Drama | Homeland - "Prisoners of War"                    | Ganadora  |

- 2016: Ganadora del Premio Dorothy Arzner Directors[15]